# Đinh Đăng Định
Đinh Đăng Định (20. dubna 1920 Kiêu Kỵ, Hanoj, Vietnam – 11. srpna 2013) byl vietnamský fotograf a osobní fotograf Ho Či Mina. Spoluzaložil také Vietnamskou uměleckou asociaci fotografů (VAPA) s Lâm Tấn Tàiem.

## Životopis
Đinh Đăng Định se narodil 20. dubna 1920 v Kiêu Kỵ, Hanoj, Vietnam. Vyrůstal v chudé rodině s mnoha bratry.

### Protifrancouzský odpor (1936–1945)
V roce 1936 se Đinh připojil k protifrancouzskému odporu. Avšak až v roce 1941, kdy se Ho Či Min vrátil do Vietnamu, mohl Đinh fotografovat také politické aktivity.

### Osobní fotograf Ho Či Mina (1945–1969)
Đinh se stal osobním fotografem Ho Či Mina, přičemž jeho první oficiální portrét vznikl 2. září 1945 v Hanoji. Portrét měl být veřejně distribuován k propagaci jeho identity. Od roku 1945 Đinh doprovázel Ho Či Mina, aby zachytil jeho setkání s francouzskými koloniálními veliteli a dalšími vysoce postavenými členy Komunistické strany Vietnamu a dokumentoval podporu Ho Či Minova hnutí za odpor. Dinh pracoval v ústředí strany, fotografoval Ho Či Mina až do jeho smrti v roce 1969.
V Hanoji Đinh založil 8. prosince 1965 Vietnamskou uměleckou fotografickou asociaci (VAPA).

### Ho Či Minova stezka (1974–1975)
Po Ho Či Minově smrti měl Đinh za úkol jít na jih a dokumentovat Ho Či Minovu stezku.
Đinh Đăng Định zemřel 11. srpna 2013 ve věku 93 let.

## Ocenění
V roce 2000 získal Đinh za svůj přínos fotografii Ho Či Minovu cenu.